# Seppälänkangas
Seppälänkangas est un quartier de Jyväskylä en Finlande.

## Description
Vaajakoski fait partie du district de Lohikoski-Seppälänkangas.

## Lieux et monuments

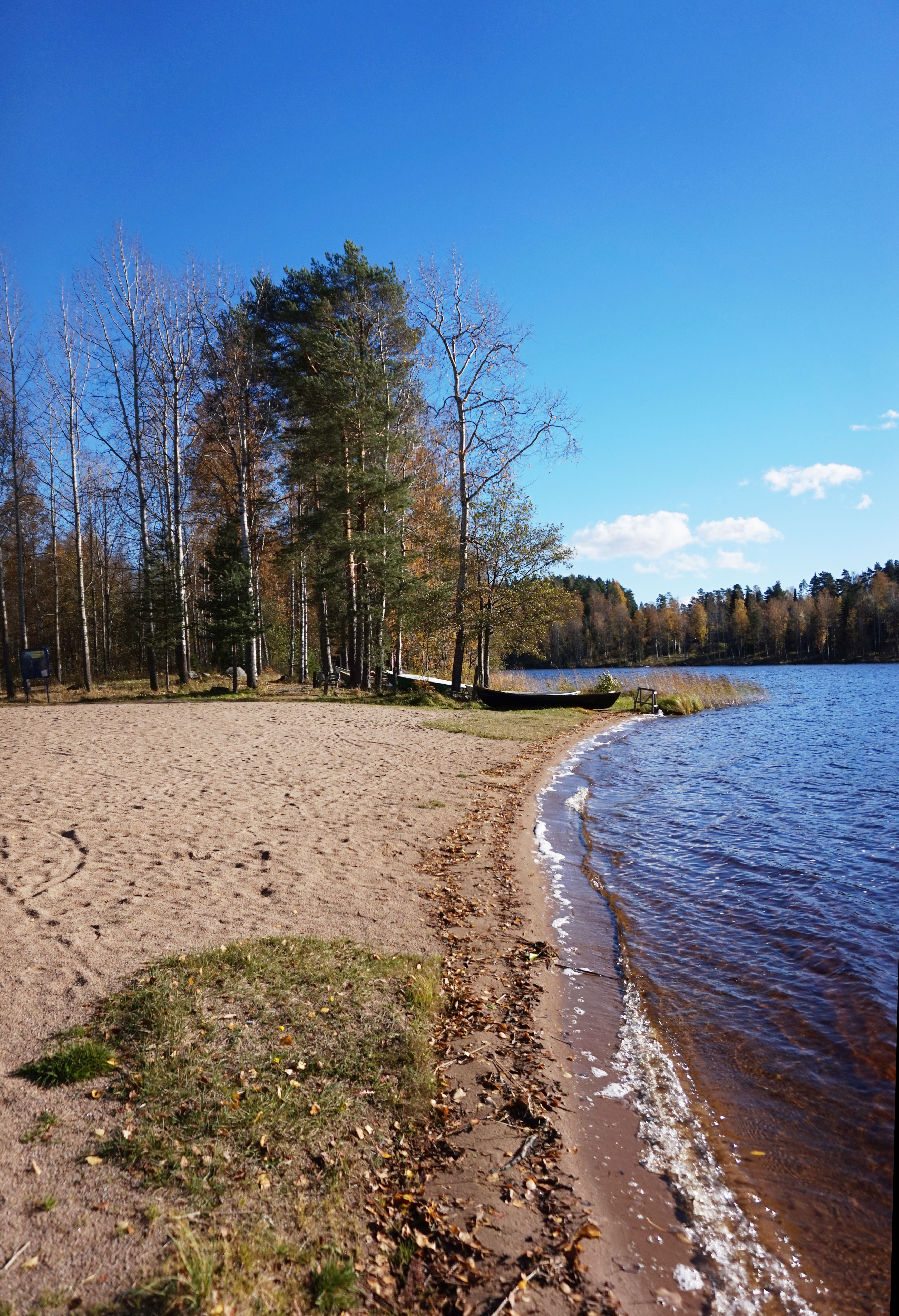
Plage.
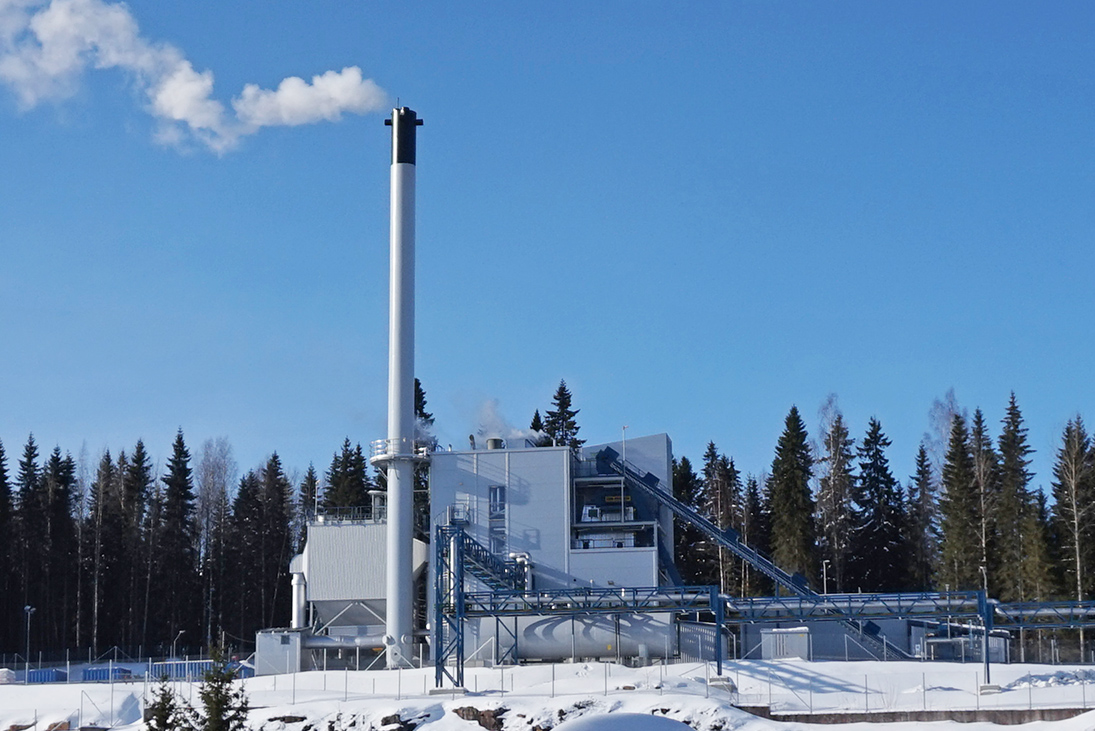
Usine Valio.
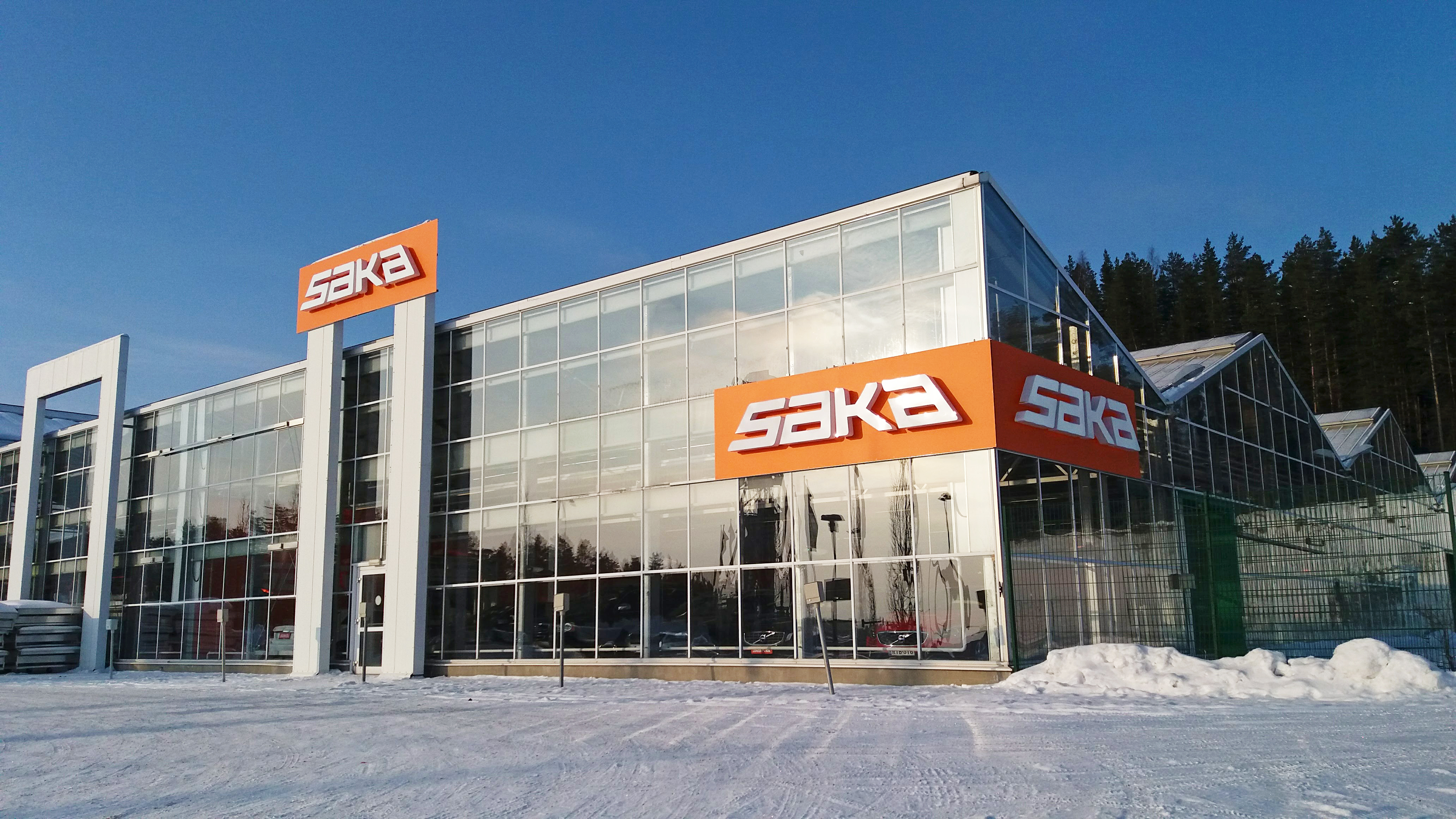
Vendeur de voiture SAKA.
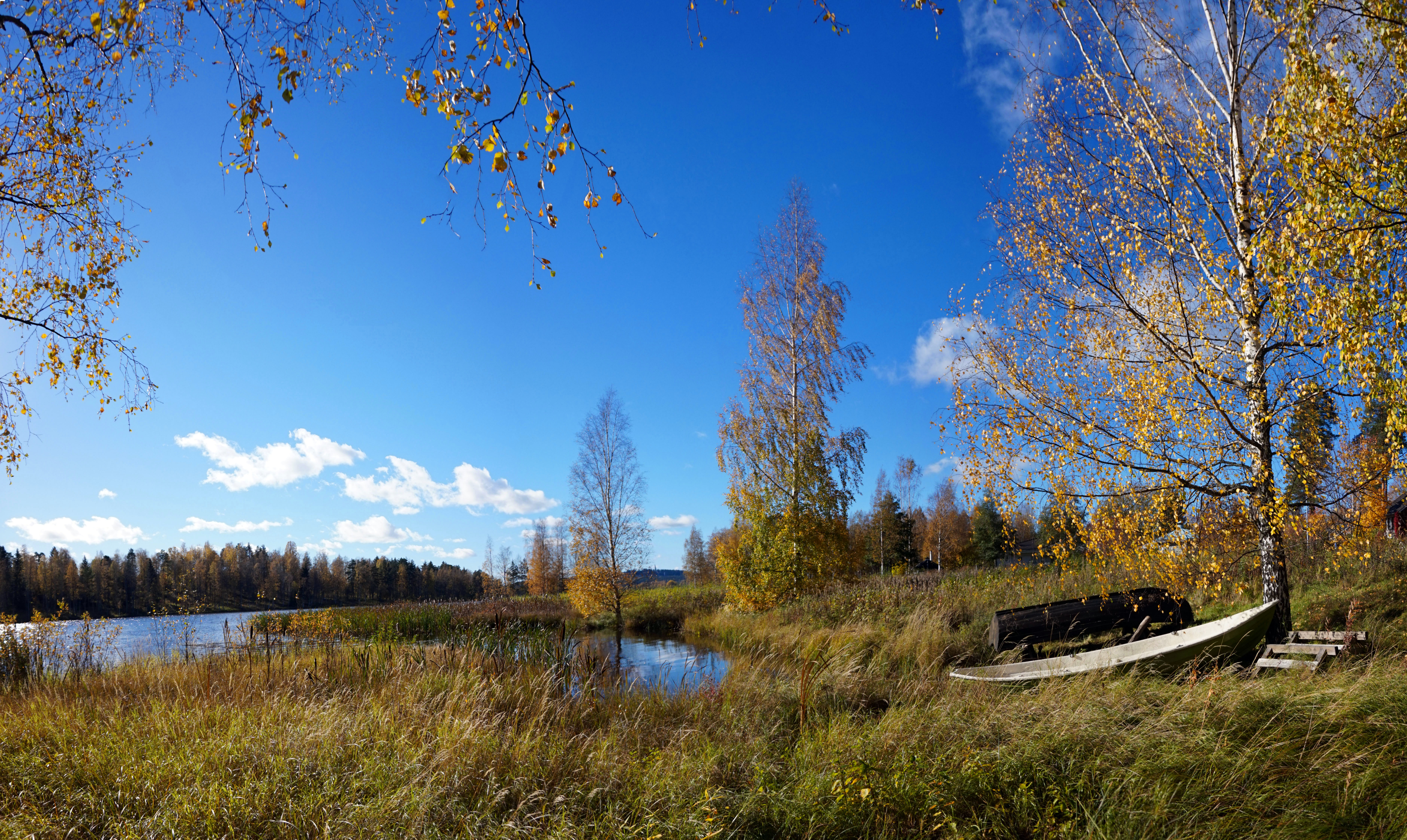
Vue de Heinälampi, au fond le lac Palokkajärvi.